# NGC 6079
NGC 6079 is een elliptisch sterrenstelsel in het sterrenbeeld Draak. Het hemelobject werd op 6 mei 1791 ontdekt door de Duits-Britse astronoom William Herschel. Alhoewel dit object zich in het sterrenbeeld Draak bevindt, is het op kaart 28 in Uranometria 2000.0 (editie 1987) te vinden in het aangrenzende sterrenbeeld Kleine beer.

## Synoniemen
- IC 1200
- UGC 10206
- MCG 12-15-50
- ZWG 338.43
- PGC 56946